# La città proibita (film 2025)
La città proibita è un film italiano del 2025 diretto e co-sceneggiato da Gabriele Mainetti.

## Trama
1995, Cina. Con la politica del figlio unico in pieno vigore, i genitori delle piccole Yun e Mei decidono di tener segreta la seconda per evitare denunce. Fin da bambine, le due figlie sono educate alle arti marziali.
2025: Mei, divenuta esperta di tecniche di combattimento, arriva a Roma alla ricerca di Yun, data per scomparsa. Il luogo chiave per l'indagine è l'affollato ristorante cinese dell'Esquilino "Città proibita", nel quale i clienti possono non solo mangiare ma anche intrattenersi con massaggiatrici e prostitute e dove anche Yun si è dovuta riciclare come squillo. Giunta sul posto, prima di malmenare molti sgherri del proprietario, il losco Wang, Mei riesce a scoprire da un'anziana signora che Alfredo, maturo proprietario di una trattoria poco lontana da lì, si era invaghito di sua sorella. Nel locale, che risente molto della concorrenza cinese, lavorano la moglie Lorena e il figlio Marcello: da quest'ultimo Mei non ottiene collaborazione e risponde con le maniere forti, al punto che il ragazzo rivela che il padre è fuggito con una presunta amante cinese e che ormai se ne sono perse le tracce; Marcello dopodiché racconta tutto ad Annibale, piccolo malavitoso di quartiere, loro creditore e socio nonché miglior amico di Alfredo, che manda subito gli scagnozzi "Cip" e "Ciop" alla ricerca di questa manesca fanciulla, ma anche stavolta ad avere la meglio è proprio lei.
Mei cattura uno dei collaboratori di Wang, che le rivela la morte di Yun e Alfredo e porta lei e Marcello nel luogo in cui sono sepolti i cadaveri; i due ragazzi rimangono entrambi profondamente sconvolti e si accusano a vicenda, poi Mei sparisce con il corpo della sorella per darle una degna cerimonia funebre. Annibale, venuto a conoscenza della morte del suo fraterno amico, giura vendetta contro il rivale cinese, che odia insieme a tutto ciò che riguardi l'Estremo Oriente (Annibale sfrutta anche vari altri extracomunitari che lavorano nel quartiere e sostiene che gli stranieri prevarranno a Roma) e mostra a Marcello un appartamento che Alfredo aveva comperato per Yun. Il malavitoso poi passa da Wang, credendo che l'uomo voglia qualcosa da Annibale nonostante Annibale non abbia più debiti con lui, ma Wang conferma di non aver inviato la ragazza. In ogni caso Mei precede Annibale: dopo aver visto Marcello inveire contro Wang, e capendo quindi l'estraneità del giovane al duplice omicidio, si presenta di nuovo al "Città proibita"; stavolta rischia di soccombere sotto i bastoni e le lame degli uomini che la affrontano, ma fugge e cerca soccorso alla trattoria di Marcello, venendo trovata e curata da Śānti, il secondo cuoco. Egli poi, per salvaguardare la sua famiglia dalla furia dei malavitosi cinesi, chiede a Marcello di occuparsi personalmente della ragazza.
Marcello porta Mei nell'appartamento comprato da Alfredo. Tra i due ragazzi, giunti al loro terzo incontro, pian piano la diffidenza viene meno: girano per Roma sulla Vespa di lui e finiscono per baciarsi. Lei gli racconta che, ormai venuta meno la politica del figlio unico, i figli non denunciati in Cina potrebbero essere messi a posto con la legge pagando una multa, dunque Yun era arrivata in Italia per lavorare e raggranellare i soldi che avrebbero permesso a Mei di essere finalmente riconosciuta.
Mentre Annibale si fa avanti con Lorena, sua ex fiamma mai sopita, Mei pedina Wang e una notte, quando lui, senza bodyguard, esce per assistere a un concerto del figlio rapper, i due hanno una violentissima colluttazione, dove la ragazza ha la meglio, ferendolo gravemente. Alla fine l'uomo, in punto di morte, spiega l'accaduto: Alfredo si era innamorato di Yun e voleva abbandonare la famiglia per andarsene con lei, ma non avendo abbastanza soldi aveva intenzione di vendere la trattoria a Wang per liberare la ragazza dal suo controllo. Annibale era sopraggiunto proprio al momento delle firme sul contratto di cessione e, piuttosto che accettare di vedere i gangster cinesi espandersi nel quartiere, aveva sparato ad Alfredo; Wang, considerando Yun ormai persa, l'aveva accoltellata subito dopo mentre piangeva disperata sul cadavere dell'uomo amato.
Mei racconta tutto a Marcello, che raggiunge Annibale mentre questi è a cena con Lorena; i due, dopo essersi dileguati per Roma, si affrontano verbalmente e il ragazzo lo insulta sul fatto che non voleva perdere il locale, cioè l'unico posto che considera una casa, e le poche persone da cui si sentiva amato, facendogli realizzare che ormai ha perso tutto. Mei, chiusa da Marcello nell'appartamento per non avere interferenze nel suo appuntamento con Annibale, scappa da una finestra, arriva in trattoria e porta Lorena a cercare i due uomini, trovandoli proprio quando il malavitoso, posto di fronte al fallimento della propria vita, si uccide.
Tempo dopo, Lorena è divenuta proprietaria della trattoria, i cui affari vanno ora a gonfie vele. Marcello e Mei, invece, si sono trasferiti in Cina, dove lei insegna arti marziali e lui fa il cuoco ed entrambi vivono con i due figli.

## Produzione
È stato il primo film diretto da Mainetti di cui non fosse anche produttore. Le riprese sono cominciate nel maggio 2023 a Roma, col titolo provvisorio di Kung-fu all'amatriciana, protraendosi fino a luglio dello stesso anno. Il montaggio è terminato nel dicembre 2023. Complessivamente, il budget del film è stato di € 16 882 672.

## Promozione
Le prime immagini del film sono state mostrate alle Giornate professionali di cinema di Sorrento il 4 dicembre 2024. Il trailer ufficiale è stato diffuso il 17 febbraio 2025 sul sito web di Vanity Fair.

## Distribuzione
Il film è stato distribuito nelle sale cinematografiche italiane dalla PiperFilm a partire dal 13 marzo 2025, preceduto da un'anteprima l'8 marzo. Originariamente avrebbe dovuto essere distribuito da Vision Distribution nell'autunno 2024.

## Accoglienza

### Incassi
Il film ha incassato 1724992 €.

## Riconoscimenti
- 2025 – Nastro d’argento[9]
  - Miglior regista a Gabriele Mainetti
  - Migliore sonoro in presa diretta a Angelo Bonanni
  - Candidatura al miglior film
  - Candidatura alla migliore attrice non protagonista a Sabrina Ferilli
  - Candidatura alla migliore fotografia a Paolo Carnera
  - Candidatura alla migliore scenografia a Andrea Castorina
  - Candidatura al migliore montaggio a Francesco Di Stefano
  - Candidatura alla migliore colonna sonora a Fabio Amurri
- 2025 – Globo d'oro[10][11]
  - Miglior regista a Gabriele Mainetti
  - Candidatura al miglior film
  - Candidatura alla miglior sceneggiatura a Gabriele Mainetti, Stefano Bises, Davide Serino
  - Candidatura alla miglior fotografia a Paolo Carnera
  - Candidatura alla miglior musica a Fabio Amurri
- 2025 - Festival Internazionale del Cinema di Berlino
  - Selezione ufficiale EFM
- Best Movie Award 2025 
  - Miglior regia a Gabriele Mainetti[12]
- Premio Anna Magnani
  - 2025 – Regista dell’Anno a Gabriele Mainetti[13]